# Lenko Dragojević
Lenko Dragojević (ur. 14 listopada 1984 w Splicie) – chorwacki wioślarz.

## Osiągnięcia
- Mistrzostwa Świata Juniorów – Troki 2002 – czwórka podwójna – 12. miejsce[1].
- Mistrzostwa Świata U-23 – Amsterdam 2005 – jedynka – 17. miejsce[1].
- Mistrzostwa Świata U-23 – Hazewinkel 2006 – dwójka podwójna – 9. miejsce[1].
- Mistrzostwa Świata – Linz 2008 – dwójka ze sternikiem – 11. miejsce[1].
- Mistrzostwa Europy – Brześć 2009 – ósemka – 7. miejsce[1].